# Xindongas

Mapa étnico de Angola em 1970 (a área onde vivem os povos xindongas e os seus vizinhos está assinalada a amarelo)

Xindonga é um termo cunhado por etnógrafos para designar quatro pequenos povos que vivem no extremo sudeste de Angola: os cussos (ou mbukushi), os dilicos (ou dirico), os sambios e os maxicos. Estes povos convivem naquela área com outros pequenos povos, quer do grupo ganguela, quer do grupo coissã.